# 육아방송
육아방송(育兒放送)은 대한민국의 방송채널 사용사업자인 유로티브이에서 운영하는 임신, 출산, 육아 전문 텔레비전 채널이다.